# Evangelium der Eva
Das Evangelium der Eva (altgriechisch εὐαγγεέλιον Εὔας) ist eine neutestamentliche apokryphe Schrift aus dem 2. Jahrhundert, von welcher uns nur ein Zitat bei Epiphanius von Salamis erhalten ist. Es handelt sich wahrscheinlich um eine gnostische Apokalypse. Es gibt nur ein einziges Zitat bei Epiphanius über die „Gnostiker oder Borboriten“, das sicher dem Evangelium der Maria zuzuordnen ist:

„Ich stand auf einem hohen Berge und sah einen hohen Menschen und einen anderen kurz geratenen und hörte eine Art Donnerton und ging näher um zu hören. Da sprach er zu mir und sagte: ‚Ich bin du und du bist ich, und wo du auch bist, da bin ich und bin in allem gesät; und woher du auch willst, sammelst du mich, wenn du mich aber sammelst, sammelst du dich selbst.‘“

Die Schrift wird von Bischof Epiphanius diversen Gruppen zugeschrieben, nach aktuellem Stand der Gnosisforschung wären das die „Sethianer“ bzw. „Barbelo-Gnostiker“. Falls das kurze Zitat repräsentativ für die Schrift ist, handelt es sich der literarischen Gattung nach um ein Dialogevangelium. Die Identität der im Zitat genannten Personen bleibt unklar.
Die Schrift ist zum ersten Mal bezeugt Mitte des vierten Jahrhunderts in Ägypten (terminus ad quem). Es ist jedoch unsicher, wie lange zuvor die Schrift entstanden ist. Die Frühdatierung von Harnack ins zweite Jahrhundert ist der frühestmögliche Zeitpunkt, möglich ist auch das 3. Jahrhundert. Die Originalsprache war wahrscheinlich Griechisch. Die Schrift wird nur von Epiphanius erwähnt und sonst von niemand, war also wahrscheinlich nicht sehr verbreitet.